# Sigismund Ehrenreich von Redern
Graf Sigismund Ehrenreich von Redern, auch Siegmund Ehrenreich von Redern (* 5. September 1719 auf Schloss Schwante; † 1. Juli 1789 in Königsbrück) war der Hofmarschall von Sophie Dorothea von Hannover, der Mutter des preußischen Königs Friedrich II. Außerdem schrieb er wissenschaftliche Abhandlungen über die Verbesserung optischer Instrumente, unter anderem von Teleskopen.

## Leben

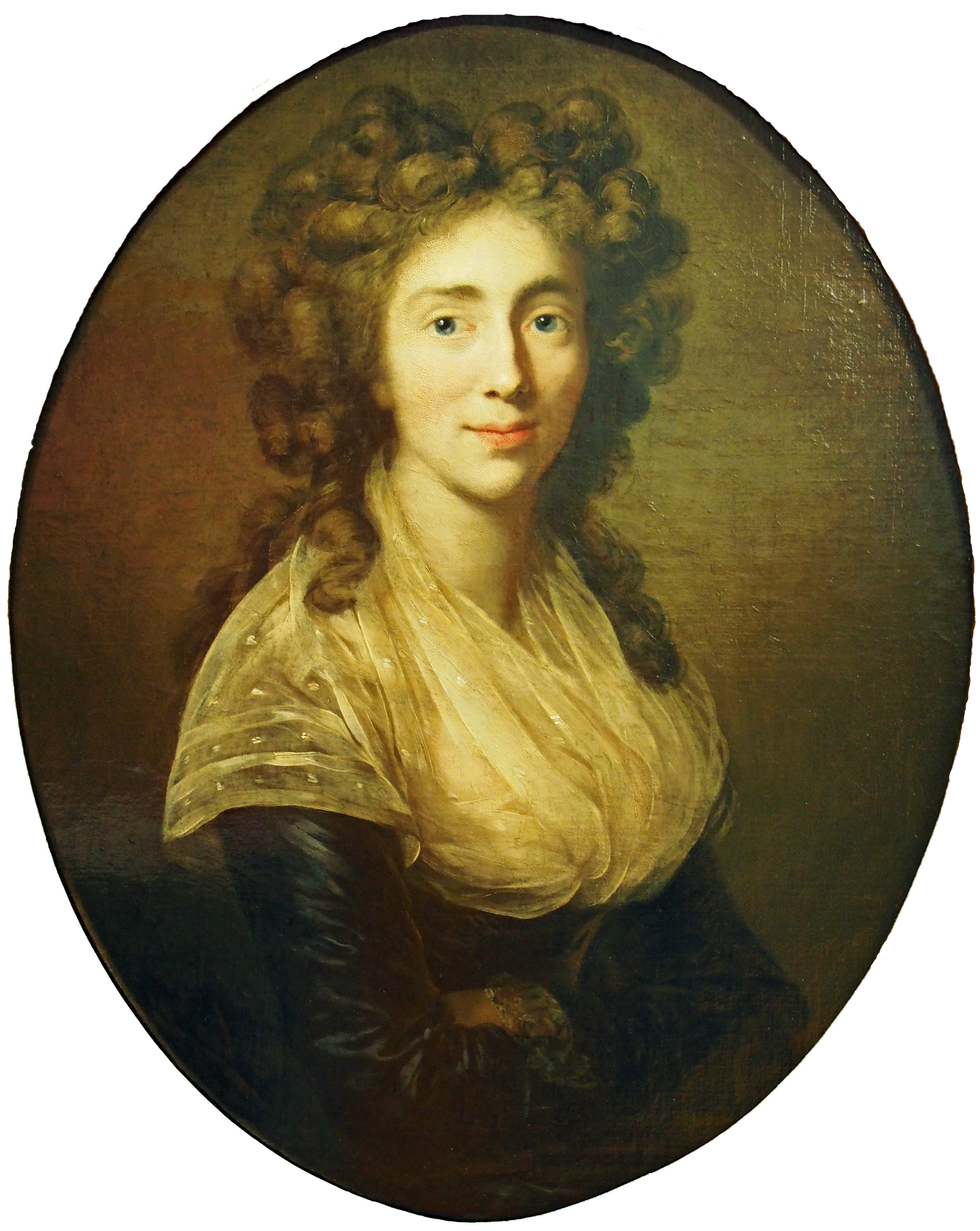
Tochter Sophie Charlotte Eleonore, spätere Gräfin zu Stolberg–Stolberg, Porträt von Anton Graff

Sigismund Ehrenreich von Redern entstammt dem märkischen Uradelsgeschlecht Redern, das in Brandenburg und Pommern im späteren Preußen ansässig gewesen ist. Seine Eltern waren Erasmus Wilhelm von Redern und dessen Frau Catharina Elsbeth von Bredow. Seit dem 29. Dezember 1748 war er mit Marie Jeanne de Horguelin (* 18. September 1727 in Paris; † 1. Januar 1788 in Berlin) verheiratet, einer Tochter von Jacques de Horguelin und Louise Jeanne Crommelin. Das Paar hatte drei Kinder, die Söhne Wilhelm Jacob (1750–1816) und Sigismund Ehrenreich Johann
(1763–1841) sowie eine Tochter Sophia (* 4. November 1765; † 8. Januar 1842), die sich am 15. Februar 1790 mit dem Grafen Friedrich Leopold zu Stolberg-Stolberg verheiratete. 
Redern schrieb sich 19. Februar 1738 an der Universität Halle im Fach Jura ein und erhielt 1743 das Amt des Kammerherrn, 1751 das des Hofmarschalls (später: Ober-Hofmarschalls) der Königinmutter; dieses Amt hatte bis zu deren Tod 1757 inne. Danach zog sich Redern in die Oberlausitz zurück. Er war Herr der 1774 erworbenen Standesherrschaft Königsbrück und des Rittergutes Cosel. – Redern erhielt am 17. Januar 1757 die Standeserhöhung zum preußischen Grafen.
Im Jahr 1741 ist Redern Mitglied des Bundes der Freimaurer geworden. Als Ehrenmitglied der Akademie der Wissenschaften Berlin war er von 1751 an einer von deren Kuratoren.

## Werke
- Observations sur l’état présent de la dioptrique, sur les moiens de perfectionner les lunettes à réfraction, et sur la découverte qu’on annonce d’un nouveau genre d’objectifs qui les porte au plus haut degré de perfection. Histoire de l’Académie Royale des Sciences et des Belles-Lettres de Berlin, 1759. S. 89–184. (Digitalisat)
- Considérations dioptriques. Troisième partie. Application des principes de la théorie établie dans les deux premières parties à la pratique dans la construction des lunettes, pour obtenir la disposition la plus favorable des oculaires. Histoire de l’Académie Royale des Sciences et des Belles-Lettres de Berlin, 1761. S. 33–40. (Digitalisat)